# Despise the Sun
Despise the Sun är det amerikanska death metal-bandet Suffocations andra EP. EP:n släpptes 1998 genom skivbolaget Vulture Records. Avslutningsspåret "Catatonia" fanns ursprungligen med på EP:n Human Waste.

## Låtförteckning
1. "Funeral Inception" – 3:57
2. "Devoid of Truth" – 2:31
3. "Despise the Sun" – 3:20
4. "Bloodchurn" – 2:43
5. "Catatonia" – 4:02

Text: Doug Cerrito (spår 1–3), Frank Mullen (spår 4), Suffocation (spår 5)
Musik: Cerrito (spår 1–4), Dave Culross (spår 2, 4), Terrance Hobbs (spår 2, 4), Suffocation (spår 5)

## Medverkande
Musiker (Suffocation-medlemmar)
- Frank Mullen − sång
- Terrance Hobbs – gitarr
- Doug Cerrito – gitarr
- Chris Richards − basgitarr
- Dave Culross − trummor

Produktion
- Scott Burns – producent, ljudtekniker, mixning, mastering
- Suffocation – producent
- Jason Fligman – producent
- Steve Heritage – assisterande ljudtekniker, mastering
- Brian Harding – assisterande ljudtekniker
- Doug Cerrito – omslagsdesign, omslagskonst, logo
- Dave Culross – omslagsdesign, logo
- Travis Smith – omslagsdesign
- Robert Weigel – foto